# Щербина Ігор Миколайович
Ігор Миколайович Щербина (нар. 4 травня 1971, УРСР) — радянський та український футболіст, виступав на позиції захисника та півзахисника.

## Кар'єра гравця
Вихованець дніпропетровського ОШІСП. Футбольну кар'єру розпочав у 1990 році в дублі дніпропетровського «Дніпра», але вже в липні 1991 року перейшов до нікопольського «Колосу». Влітку 1992 року дебютував в основі кіровоградської «Зірки». Влітку наступного року став гравцем донецького «Шахтаря», але в травні 1994 року повернувся до «Зірки». Потім виступав у клубах «Дніпро» (Черкаси), «Шахтар» (Макіївка), «Металург» (Новомосковськ) та «Зірка-2» (Кіровоград). На початку 1998 року виїхав до Казахстану, де захищав кольори «Тоболу» (Костанай). Влітку 2001 року перейшов до «Жетису» (Талдикурган), в складі якого й завершив кар'єру футболіста.

## Кар'єра тренера
По завершенні кар'єри гравця розпочав тренерську діяльність. Спочатку працював асистентом головного тренера в різних казахських клубах. У 2010 році зайняв посаду головного тренера новачка Першої ліги Казахстану «Асбест» (Житикара), але в серпні того ж року через фінансові проблеми клуб припинив подальші виступи в національному чемпіонаті.

## Досягнення
- Вища ліга України
  -  Срібний призер (1): 1994